# Garsjön (Särna socken, Dalarna)
Garsjön är en sjö i Älvdalens kommun i Dalarna och ingår i Dalälvens huvudavrinningsområde. Sjön har en area på 0,165 kvadratkilometer och ligger 603,3 meter över havet. Vid provfiske har abborre, gädda och sik fångats i sjön.

## Delavrinningsområde
Garsjön ingår i det delavrinningsområde (684601-134049) som SMHI kallar för Inloppet i Lomsjön. Medelhöjden är 635 meter över havet och ytan är 11,61 kvadratkilometer. Det finns inga avrinningsområden uppströms utan avrinningsområdet är högsta punkten. Vattendraget som avvattnar avrinningsområdet har biflödesordning 3, vilket innebär att vattnet flödar genom totalt 3 vattendrag innan det når havet efter 468 kilometer. Avrinningsområdet består mestadels av skog (67 procent) och sankmarker (31 procent). Avrinningsområdet har 0,16 kvadratkilometer vattenytor vilket ger det en sjöprocent på 1,4 procent.